# Церковь Рождества Богородицы и Казанской иконы Божией Матери
Церковь Рождества Богородицы и Казанской иконы Божией Матери (эст. Tallinna Jumalaema Sündimise Kaasani pühakuju kirik) — православный храм Таллинской епархии Эстонской православной церкви, расположенный в микрорайоне Кельдримяэ в Таллине (ул. Лийвалайа, 38).
Является старейшей из сохранившихся деревянных церквей столицы Эстонии и старейшим храмом Эстонской Православной Церкви Московского Патриархата.

## История
Церковь была построена в 1721 году и освящена 21 сентября 1721 года. Во второй половине XIX века церковь была перестроена в стиле классицизма. Во дворе церкви располагалось кладбище, захоронения на котором совершались до конца 1770-х годов. В 1893 году во время ремонта церкви под слоем штукатурки была открыта старинная живопись, реставрацию которой выполнил А. И. Ромберг.
В начале XX века церковь являлась полковым храмом Двинского 91-го пехотного полка.
В ночь на 16 июля 2009 года церковь пострадала во время пожара.
21 сентября 2021 года праздновалось 300-летие храма.

## Интерьеры

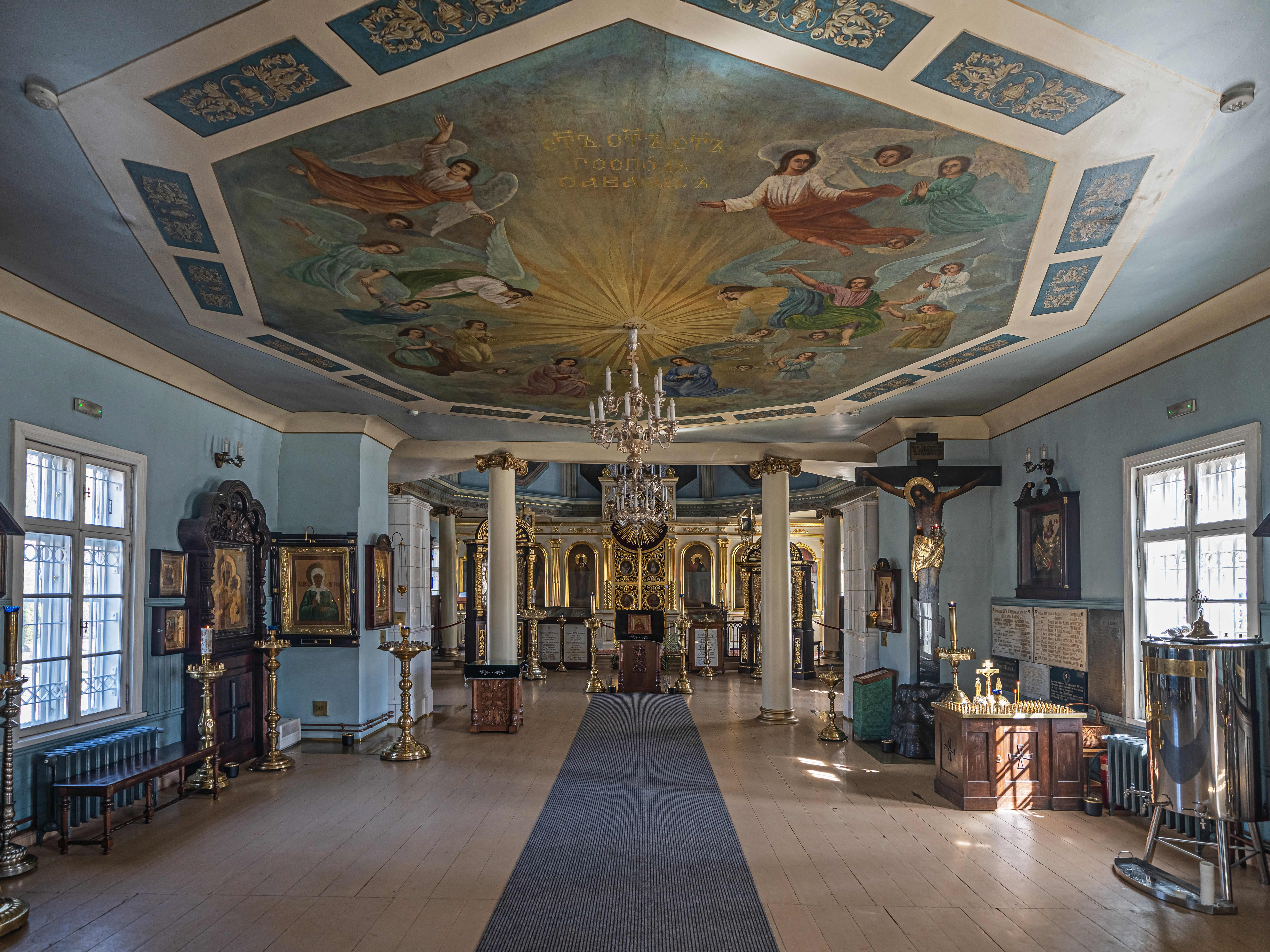
Общий вид
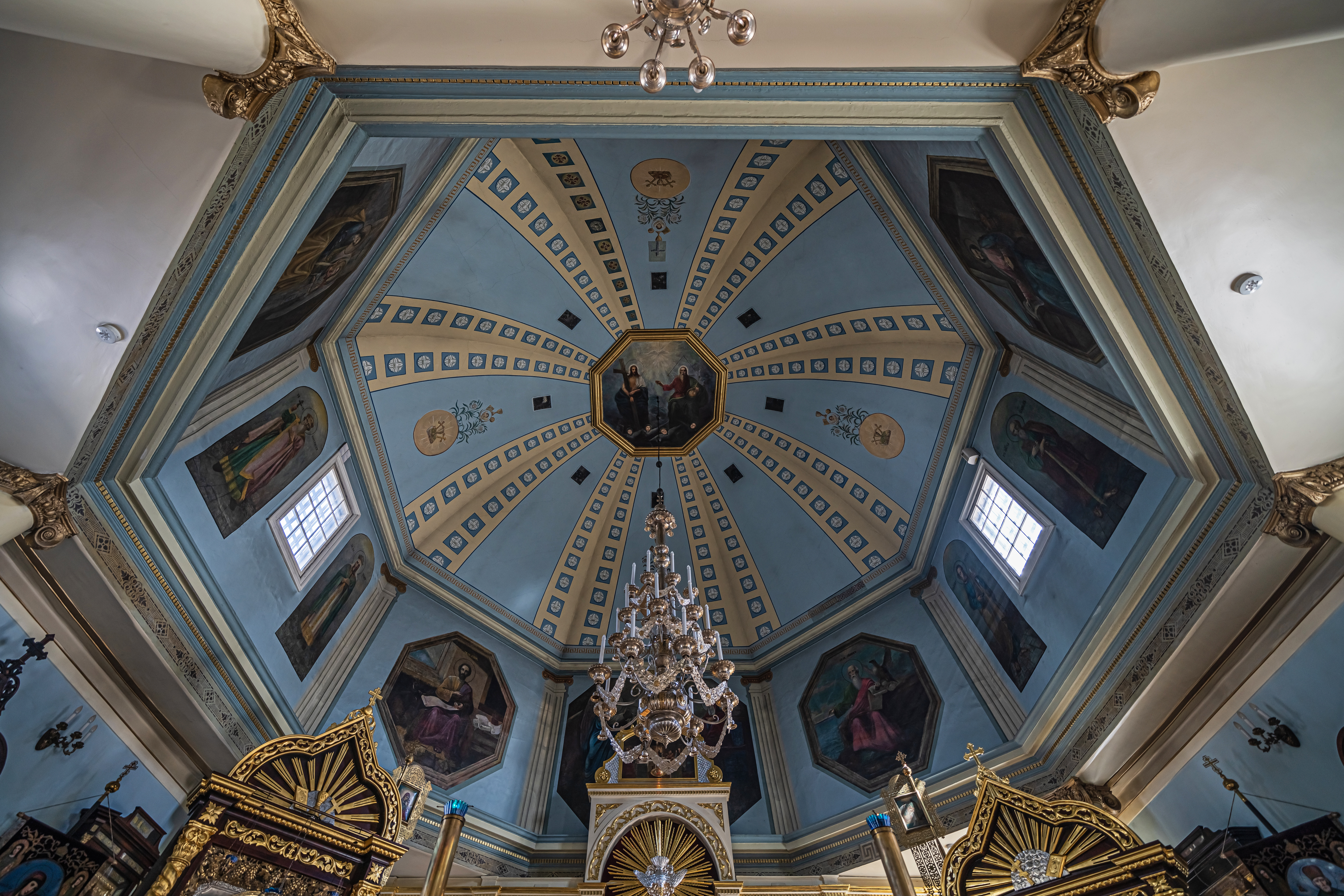
Купол
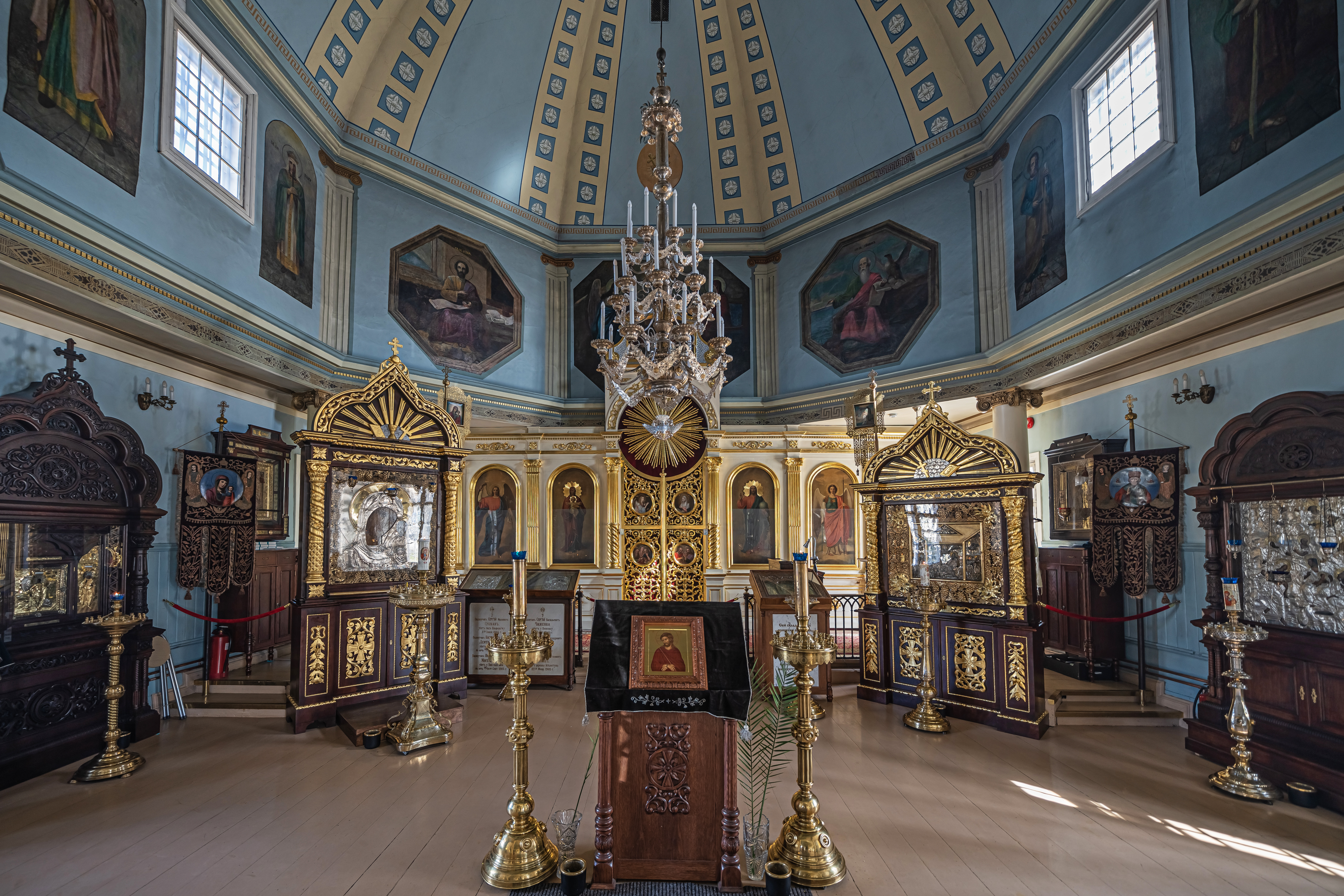
Алтарь